# Sommette-Eaucourt
Sommette-Eaucourt é uma comuna francesa na região administrativa de Altos da França, no departamento de Aisne. Estende-se por uma área de 6,28 km². Em 2010 a comuna tinha 190 habitantes (densidade: 30,3 hab./km²).